# Notoplax alisonae
Notoplax alisonae är en blötdjursart som först beskrevs av Kaas 1976.  Notoplax alisonae ingår i släktet Notoplax och familjen Acanthochitonidae. Inga underarter finns listade i Catalogue of Life.